# Salvia elegans
Salvia elegans es un arbusto perenne originario de México y Guatemala. Habita en los bosques de pino-encino de Mesoamérica entre los 1800 y los 2700 m s. n. m. (metros sobre el nivel del mar).

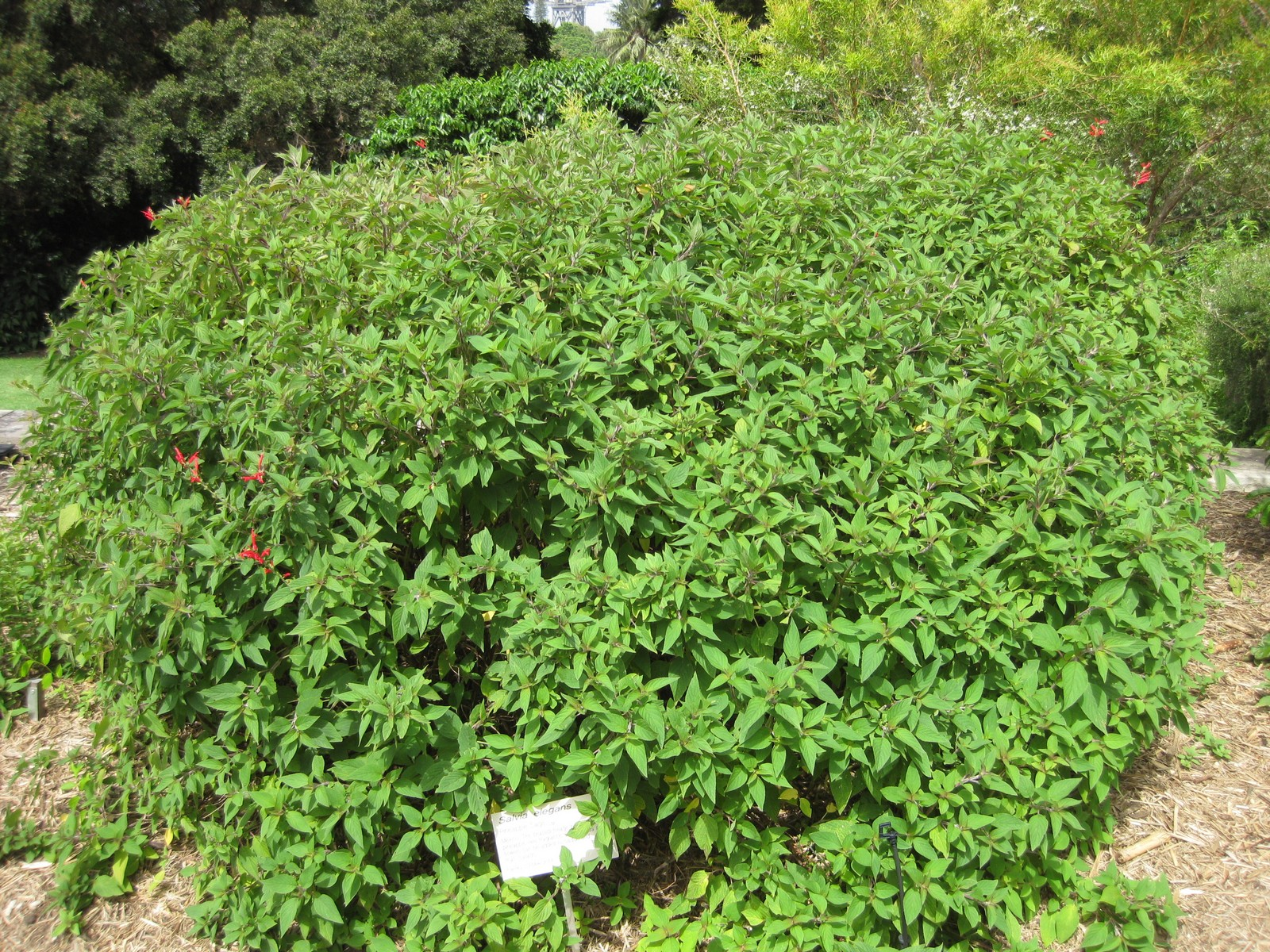
Vista de la planta

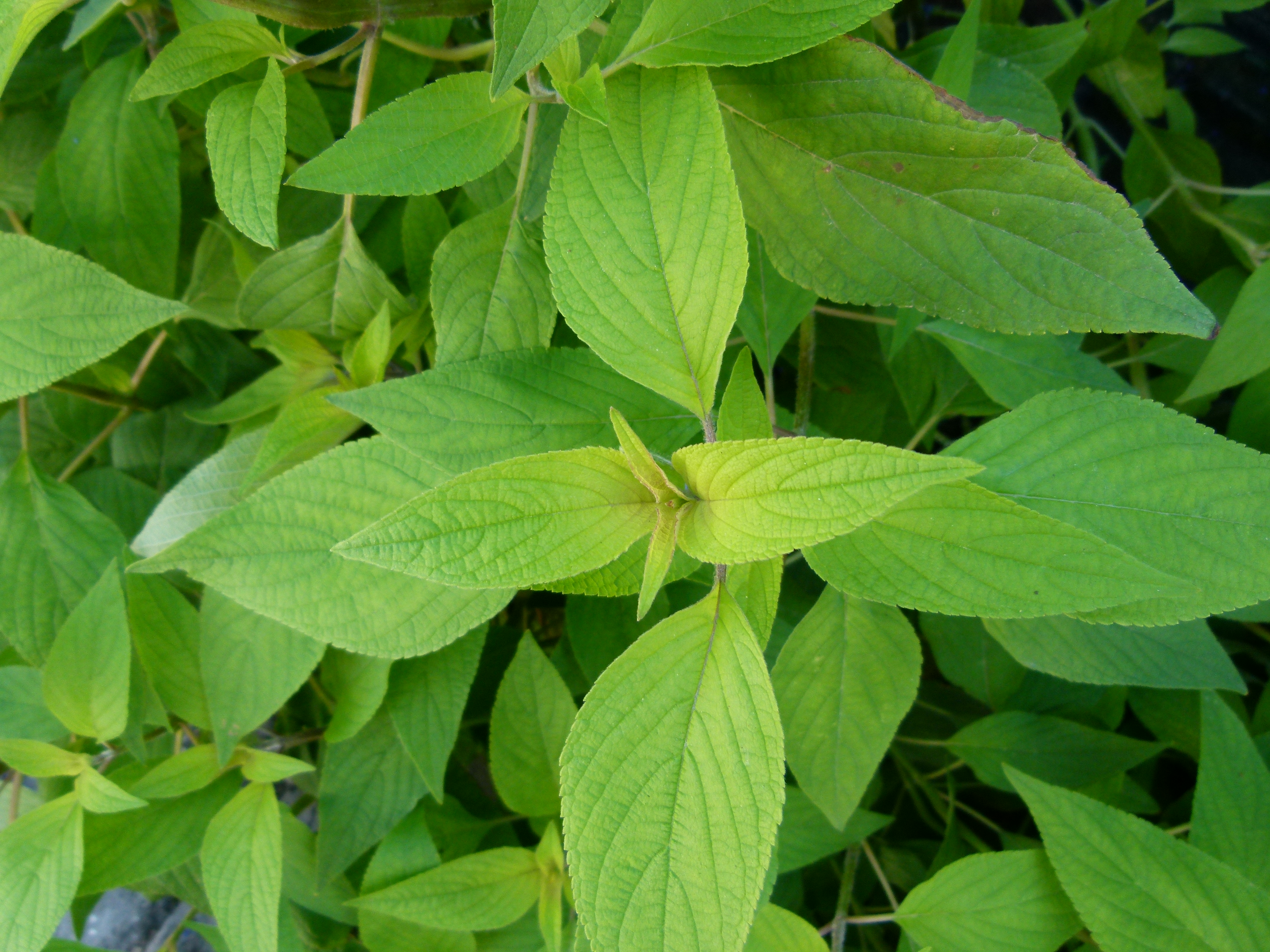
Hojas

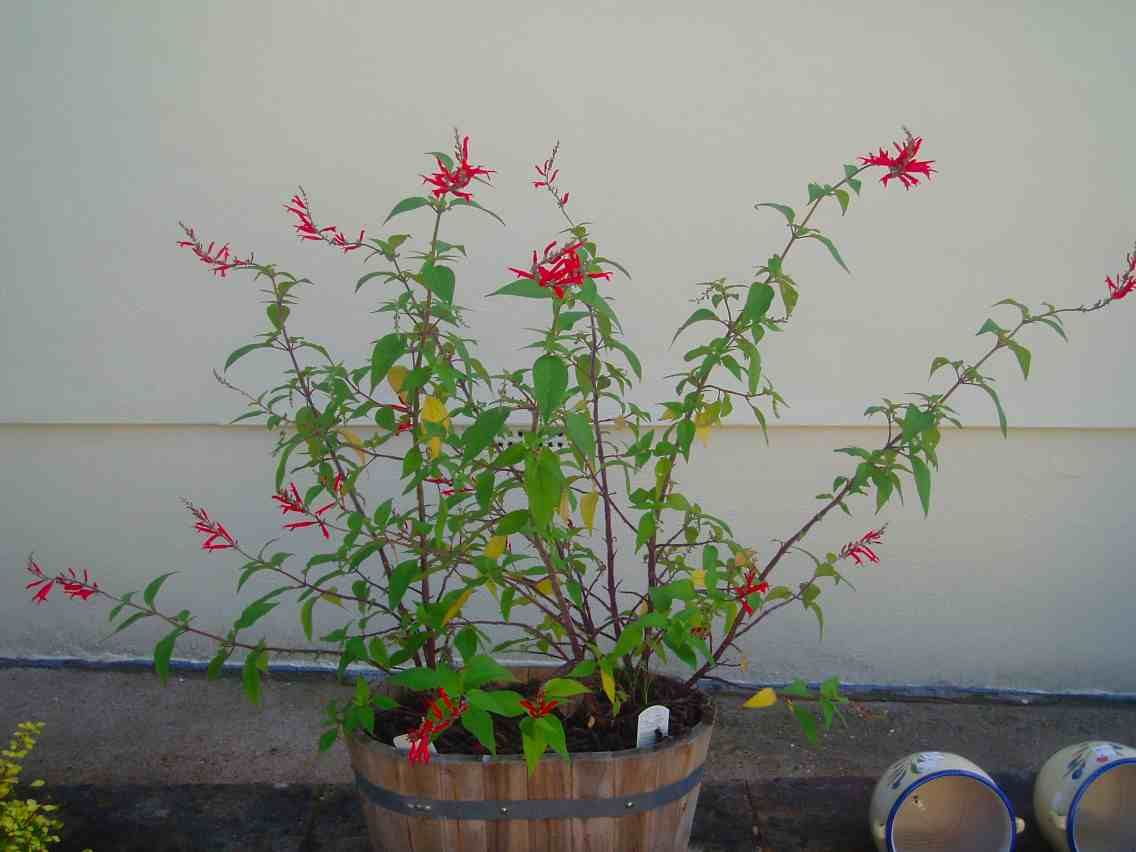
Como planta ornamental

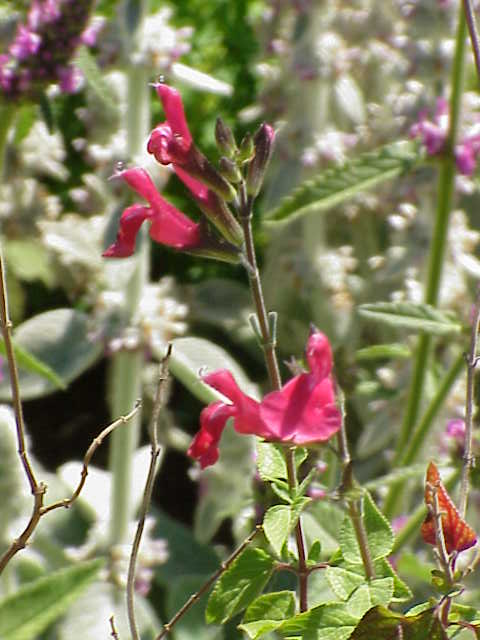

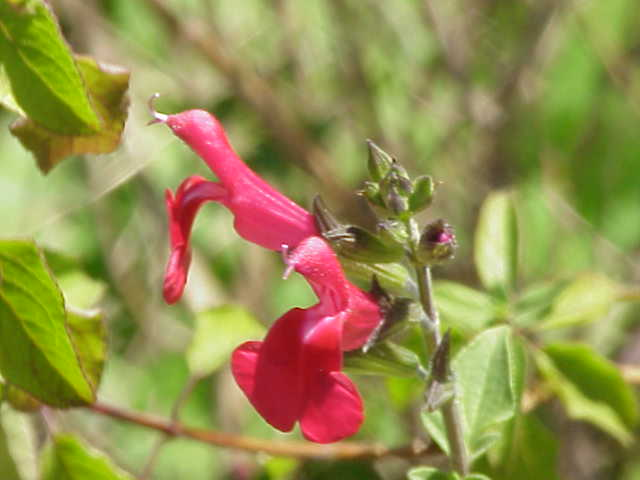
Detalle de la flor

## Descripción
S. elegans tiene flores rojas tubulares y un aroma atractivo en las hojas que es similar a la piña. Produce numerosos y frondosos tallos erectos y florece a finales de otoño. Las flores rojas son atractivas para los colibríes y mariposas. En el bosque templado de las tierras altas en el centro de México, S. elegans resultó ser una de las tres especies más visitadas por los colibríes. Se trata de una planta de día. La época de floración en México es de agosto en adelante; más al norte, es posible que no florezca la flor hasta el final de otoño, y si no hay heladas, puede florecer hasta la primavera.

## Cultivo
En cultivo, S. elegans alcanza un tamaño de 1,2 a 1,5 m de altura, con las raíces que se extienden bajo tierra para formar un grupo grande. Las pálidas hojas de color amarillo-verde están veteadas, y cubiertas de pelos finos. Tiene de seis a doce flores escarlatas que crecen en verticilos, con una larga inflorescencia que florece gradualmente y durante un período de tiempo prolongado. Con una fuerte helada, la planta morirá hasta el suelo y volver a crecer en la primavera siguiente. S. elegans se introdujo en la horticultura de 1870.
La variedad «melón de la miel», que tiene la misma fragancia de la piña en las hojas, las floraciones se producen tempranas en el verano, en lugar de en otoño.

## Usos
Las hojas y flores de S. elegans son comestibles. La planta se utiliza ampliamente en la medicina tradicional mexicana, especialmente para el tratamiento de la ansiedad, y también para la reducción de la presión arterial. Aunque la información científica sobre estas propiedades medicinales es escasa, un estudio preliminar sobre los ratones encontró apoyo para la planta potencialmente por tener propiedades antidepresivas y ansiolíticas. S. elegans también se ha demostrado que tienen un efecto, dependiente de la dosis, antihipertensivo, atribuido a su acción como un antagonista de los receptores de angiotensina II y el inhibidor de la enzima convertidora de angiotensina.

## Taxonomía
Salvia elegans fue descrita por Martin Vahl en Enumeratio Plantarum vel ab aliis, 1: 238. 1804-1805.
Etimología
Véase: Salvia
elegans: epíteto latino que significa ‘elegante’, ‘esbelta’.
Sinonimia
- Salvia camertonii Regel
- Salvia incarnata Cav.
- Salvia longiflora Sessé & Moc.
- Salvia microcalyx Scheele
- Salvia microculis Poir.
- Salvia punicea M.Martens & Galeotti
- Salvia rutilans Carrière[10]

## Nombres comunes
En España: salvia ananás. En México: mirto, hierba del burro, mirto de flor roja, mirto inglés, mirto mocho, salvia, toronjil de monte.